# Royale (cigarette)
Pour l’article homonyme, voir Royale.
Royale est une marque de cigarettes qui fut connue pour sa gamme de cigarettes menthol. 
Elle fut lancée en 1956 par la Société d'exploitation industrielle des tabacs et des allumettes, qui avait alors le monopole sur la fabrication des cigarettes en France. Après avoir appartenu au groupe Altadis, et à la suite de son rachat en 2008, elle a fait partie d'Imperial Tobacco.
L’Union Européenne a considéré que le menthol masquait l’âpreté du tabac, facilitant l’entrée dans le tabagisme, notamment chez les jeunes, et donc depuis le 20 mai 2020, la vente de cigarettes mentholées est interdite en France, conformément à la directive européenne 2014/40/UE, aussi appelée "directive Tabac". Cette interdiction a entraîné le retrait du marché de nombreuses marques proposant des cigarettes mentholées, y compris certaines variantes de la marque Royale.
.

## Produits
- Royale Anis
- Royale Blue
- Royale Classic
- Royale Gold
- Royale Silver